# Siège de Beaucaire
Croisade des albigeois
(campagnes de Simon de Montfort) 
Batailles
Chronologie de la croisade des albigeois
- Béziers
- Carcassonne

- Minerve
- Termes
- Lavaur
- Montgey
- 1er Toulouse
- Castelnaudary
- Muret

- Beaucaire
- 2e Toulouse
- Marmande
- Baziège
- 3e Toulouse

- Avignon
- Montségur

Le siège de Beaucaire est une opération militaire de la croisade des Albigeois.

## Situation
À l’issue du IVe concile de Latran, le 14 décembre 1215, le comte Raymond VI de Toulouse avait été dépossédé de ses états. La plus grande partie (comtés de Toulouse, d’Agen, de Rouergue, de Quercy et de Lodève) avaient été donnés à Simon IV de Montfort tandis que le marquisat de Provence était destiné à Raymond VII de Toulouse, sous condition de bonne conduite.
Quelques mois se sont écoulés. Simon de Montfort s’est rendu à Paris pour rendre hommage de ses nouvelles terres à Philippe II Auguste, roi de France, et Raymond VI s’est réfugié à Gênes, avec son fils. De Gênes, le père et le fils décident de ne pas attendre pour prendre possession du marquisat de Provence et débarquent à Marseille où ils aident les consuls et la population de la ville en lutte contre l’évêque de Marseille. En remerciement, ils obtiennent une armée qui leur permet d’occuper le marquisat de Provence.
Lorsqu’il avait rendu sa sentence à propos des biens de Raymond VI, le pape n’avait pas évoqué la ville de Beaucaire. Cette ville appartenait aux archevêques d’Arles et en avaient confié la garde aux comtes de Toulouse. En 1215, l’archevêque l’avait reprise et confiée à Simon de Montfort, qui y avait laissé une garnison commandée par Lambert de Limoux. Comme elle n’était pas expressément mentionnée dans la sentence, Simon de Montfort la considérait comme sa possession. Comme la ville était limitrophe du marquisat, Raymond VII la revendiquait comme sienne. La situation de la ville au bord du Rhône en faisait une cité riche et stratégiquement importante.

## Le siège
Soutenu par une armée d’Avignonnais et de Tarasconnais, le futur Raymond VII se rend à Beaucaire, où les habitants, enthousiastes, lui ouvrent les portes, à la fin du mois de mai 1216. Lambert de Limoux tente de s’opposer aux troupes du comte de Toulouse, mais la supériorité numérique de ceux-ci et des habitants l’oblige à se replier dans le château où il se retranche, et se trouve rapidement assiégé. Il a cependant le temps d’envoyer des messages à Simon de Montfort, qui se trouve en Île-de-France et à son frère Guy de Montfort, qui se trouve à Toulouse.
Dès qu’il est prévenu, Guy bat le rappel des troupes et marche sur Beaucaire. Il arrive à Nîmes le 3 juin, En chemin, il apprend que Bellegarde, à quelques kilomètres au sud de Beaucaire, a ouvert ses portes aux troupes de Raymond. Le 4 juin, il commence par prendre le village pour éviter que ses ennemis disposent d’une base pouvant les prendre à revers. Pour tenter d’intimider son ennemi, Raymond sort ses troupes et les deux armées s’observent, sans livrer le combat. Le lendemain, c’est Simon de Montfort qui arrive sur les lieux.
Raymond de Toulouse ne dispose pas de suffisamment d’effectif pour engager la bataille en rase campagne, aussi se retranche-t-il dans la ville, dont il avait organisé la défense et le ravitaillement avant l’arrivée de Montfort. Simon de Montfort le sait et se prépare à un siège qui promet d’être long. Le château est isolé, et les vivres et l’eau risquent de manquer. La ville, elle, est arrosée par le Rhône et continue d’être ravitaillée. Montfort pour ravitailler son armée, doit faire escorter les convois, car la région n’est pas sûre et les provençaux les attaquent périodiquement. Cela diminue d’autant les effectifs pour le siège.
Montfort tente de prendre d’assaut la ville à trois reprises mais est repoussé à chaque fois. Alors que les troupes de Raymond sont pleins d’entrain et de courage, la lassitude et le découragement gagne l’armée de Simon de Montfort. De plus, pendant le mois d’août, Lambert de Limoux fait savoir à Simon de Montfort que les vivres et l’eau commencent à manquer, et qu’il va devoir capituler. Des messagers venant du Languedoc apprennent que le Toulousain s’agite. Aussi les barons de Montfort lui conseillent de mettre fin au siège, afin de régler la situation du comté de Toulouse. Simon de Montfort s’y résigne et négocie avec Dragonet le Preux, Seigneur de Mondragon et Vassal du comte de Toulouse, pour celui-ci, la levée du siège en échange de la vie sauve pour la garnison de Lambert de Limoux.

## Conséquence
Ce siège est un grave échec pour Simon de Montfort et met à mal sa réputation d’invincibilité. De plus la lassitude et le découragement de ses troupes commencent à se faire sentir. Ce ne sont plus les intrépides de la bataille de Muret ou de Castelnaudary, mais des hommes usés par sept ans de guerres continuelles et d’opération sans cesse à recommencer.
À partir de ce moment, Simon de Montfort va accumuler les erreurs. Il va exiger des garanties et des sommes importantes de la ville de Toulouse, transformant une animosité en haine. À la fin de l’année 1217, la ville se révolte, et Simon de Montfort trouve la mort au cours du siège.